# Nokere Koerse
Nokere Koerse je jednodenní cyklistický závod konaný ve Vlámsku v Belgii. Od roku 2005 se závod koná na úrovni 1.1 v rámci UCI Europe Tour. V roce 2016 byl závod přesunut do kategorie 1.HC a od roku 2020 je součástí UCI ProSeries. 

## Historie
Nokere Koerse vzniklo v roce 1944 jako Grand Prix Jules Lowie jako pocta vítězi Paříž–Nice 1938, Julesi Lowieovi, jenž se narodil v Nokere. Pouze 7 cyklistů narozených mimo Belgii a Nizozemsko vyhrálo tento závod. Ročník 2013 se nekonal z důvodu špatného počasí.
Od roku 2019 se koná ve stejný den jako mužský závod i ženský závod. Společný je jak start, tak i cíl.

## Seznam vítězů (mužský závod)
| Rok  | Země                               | Jezdec                             | Tým                                |
| ---- | ---------------------------------- | ---------------------------------- | ---------------------------------- |
| 1944 | Belgie                             | Marcel King                        | Mercier–Hutchinson                 |
| 1945 | Belgie                             | Briek Schotte                      | Groene Leeuw                       |
| 1946 | Belgie                             | Emmanuel Thoma                     | Starnord                           |
| 1947 | Belgie                             | Albert Sercu                       | Bertin–Wolber                      |
| 1948 | Belgie                             | Roger Cnockaert                    | Celta                              |
| 1949 | Belgie                             | Ernest Sterckx                     | Alcyon–Dunlop                      |
| 1950 | Belgie                             | Jules Depoorter                    | Dardenne                           |
| 1951 | Belgie                             | Gerard Buyl                        | Dossche Sport                      |
| 1952 | Nizozemsko                         | Wim van Est                        | Locomotief–Wego                    |
| 1953 | Belgie                             | Basiel Wambeke                     | Girardengo                         |
| 1954 | Belgie                             | Jan Zagers                         | Girardengo–Eldorado                |
| 1955 | Belgie                             | Jozef Schils                       | Girardengo–Eldorado                |
| 1956 | Belgie                             | Marcel Rijckaert                   | Dossche Sport                      |
| 1957 | Francie                            | André Auquier                      | Rochet–Dunlop                      |
| 1958 | Belgie                             | Arthur Decabooter                  | Groene Leeuw–Leopold               |
| 1959 | Nejelo se                          | Nejelo se                          | Nejelo se                          |
| 1960 | Belgie                             | Gilbert Desmet                     | Carpano                            |
| 1961 | Belgie                             | Leon Vandaele                      | Wiel's–Flandria                    |
| 1962 | Nejelo se                          | Nejelo se                          | Nejelo se                          |
| 1963 | Belgie                             | Frans De Mulder                    | Wiel's–Groene Leeuw                |
| 1964 | Belgie                             | Robert De Middeleir                | Mercier–BP–Hutchinson              |
| 1965 | Belgie                             | Arthur Decabooter                  | Wiel's–Groene Leeuw                |
| 1966 | Belgie                             | Jacques De Boever                  | Wiel's–Groene Leeuw                |
| 1967 | Belgie                             | Walter Godefroot                   | Flandria–De Clerck                 |
| 1968 | Belgie                             | Frans Brands                       | Smiths                             |
| 1969 | Belgie                             | Roger Rosiers                      | Mann–Grundig                       |
| 1970 | Belgie                             | André Dierickx                     | Flandria–Mars                      |
| 1971 | Belgie                             | Herman Van Springel                | Molteni                            |
| 1972 | Belgie                             | Tony Houbrechts                    | Salvarani                          |
| 1973 | Belgie                             | Noël Van Tyghem                    | Flandria–Carpenter–Shimano         |
| 1974 | Belgie                             | Freddy Maertens                    | Carpenter–Confortluxe–Flandria     |
| 1975 | Belgie                             | Marc Demeyer                       | Carpenter–Confortluxe–Flandria     |
| 1976 | Belgie                             | Luc Leman                          | Miko–De Gribaldy–Superia           |
| 1977 | Belgie                             | Frans Van Looy                     | Maes–Mini Fiat                     |
| 1978 | Belgie                             | Gustaaf Van Roosbroeck             | IJsboerke–Gios                     |
| 1979 | Belgie                             | Hendrik Devos                      | Flandria–Ça va seul                |
| 1980 | Belgie                             | Jos Van De Poel                    | IJsboerke–Warncke                  |
| 1981 | Nizozemsko                         | Gerrie Knetemann                   | TI–Raleigh                         |
| 1982 | Belgie                             | William Tackaert                   | DAF Trucks                         |
| 1983 | Belgie                             | Walter Schoonjans                  | Vorselaars Autoschade              |
| 1984 | Belgie                             | Jan Bogaert                        | Dries–Verandalux                   |
| 1985 | Francie                            | Diederik Foubert                   | Safir–Van de Ven                   |
| 1986 | Belgie                             | Luc Colijn                         | Fangio–AD Renting                  |
| 1987 | Belgie                             | Etienne De Wilde                   | Sigma                              |
| 1988 | Belgie                             | Patrick Versluys                   | Intral Renting–Merckx              |
| 1989 | Belgie                             | Rik Van Slycke                     | Histor–Sigma                       |
| 1990 | Belgie                             | Herman Frison                      | Histor–Sigma                       |
| 1991 | Belgie                             | Koen Van Rooy                      | La William–Saltos                  |
| 1992 | Belgie                             | Johan Capiot                       | TVM–Sanyo                          |
| 1993 | Nizozemsko                         | Michel Cornelisse                  | La William–Duvel                   |
| 1994 | Belgie                             | Peter De Clercq                    | Lotto                              |
| 1995 | Belgie                             | Jo Planckaert                      | Collstrop–Lystex                   |
| 1996 | Belgie                             | Hendrik Van Dijck                  | TVM–Farm Frites                    |
| 1997 | Belgie                             | Hendrik Van Dijck                  | TVM–Farm Frites                    |
| 1998 | Austrálie                          | Scott Sunderland                   | Palmans–Ideal                      |
| 1999 | Nizozemsko                         | Jeroen Blijlevens                  | TVM–Farm Frites                    |
| 2000 | Belgie                             | Hendrik Van Dijck                  | Palmans–Ideal                      |
| 2001 | Belgie                             | Michel Vanhaecke                   | Landbouwkrediet–Colnago            |
| 2002 | Švýcarsko                          | Aurélien Clerc                     | Mapei–Quick-Step                   |
| 2003 | Nizozemsko                         | Matthé Pronk                       | BankGiroLoterij                    |
| 2004 | Nizozemsko                         | Max van Heeswijk                   | U.S. Postal Service                |
| 2005 | Nizozemsko                         | Steven de Jongh                    | Rabobank                           |
| 2006 | Belgie                             | Bert Roesens                       | Davitamon–Lotto                    |
| 2007 | Nizozemsko                         | Léon van Bon                       | Rabobank                           |
| 2008 | Belgie                             | Wouter Weylandt                    | Quick-Step                         |
| 2009 | Austrálie                          | Graeme Brown                       | Rabobank                           |
| 2010 | Belgie                             | Jens Keukeleire                    | Cofidis                            |
| 2011 | Belgie                             | Gert Steegmans                     | Quick-Step                         |
| 2012 | Itálie                             | Francesco Chicchi                  | Omega Pharma–Quick-Step            |
| 2013 | Nejelo se kvůli sněhu              | Nejelo se kvůli sněhu              | Nejelo se kvůli sněhu              |
| 2014 | Belgie                             | Kenny Dehaes                       | Lotto–Belisol                      |
| 2015 | Belgie                             | Kris Boeckmans                     | Lotto–Soudal                       |
| 2016 | Belgie                             | Timothy Dupont                     | Vérandas Willems                   |
| 2017 | Francie                            | Nacer Bouhanni                     | Cofidis                            |
| 2018 | Nizozemsko                         | Fabio Jakobsen                     | Quick-Step Floors                  |
| 2019 | Nizozemsko                         | Cees Bol                           | Team Sunweb                        |
| 2020 | Nejelo se kvůli pandemii covidu-19 | Nejelo se kvůli pandemii covidu-19 | Nejelo se kvůli pandemii covidu-19 |
| 2021 | Belgie                             | Ludovic Robeet                     | Bingoal WB                         |
| 2022 | Belgie                             | Tim Merlier                        | Alpecin–Fenix                      |
| 2023 | Belgie                             | Tim Merlier                        | Soudal–Quick-Step                  |
| 2024 | Belgie                             | Tim Merlier                        | Soudal–Quick-Step                  |
| 2025 | Nizozemsko                         | Nils Eekhoff                       | Team Picnic PostNL                 |

## Seznam vítězek (ženský závod)
| Rok  | Země                               | Jezdec                             | Tým                                |
| ---- | ---------------------------------- | ---------------------------------- | ---------------------------------- |
| 2019 | Nizozemsko                         | Lorena Wiebesová                   | Parkhotel Valkenburg               |
| 2020 | Nejelo se kvůli pandemii covidu-19 | Nejelo se kvůli pandemii covidu-19 | Nejelo se kvůli pandemii covidu-19 |
| 2021 | Nizozemsko                         | Amy Pietersová                     | SD Worx                            |
| 2022 | Nizozemsko                         | Lorena Wiebesová                   | Team DSM                           |
| 2023 | Belgie                             | Lotte Kopecky                      | SD Worx                            |
| 2024 | Belgie                             | Lotte Kopecky                      | SD Worx                            |
| 2025 | Polsko                             | Marta Lachová                      | SD Worx                            |